# Вилла Барбариго (Вальсанцибио)
Вилла Барбариго (вилла Барбариго-Пиццони-Ардемани) — загородная усадьба конца XVII века, расположенная более чем на 40 акрах (160 тысяч м²) в Вальсанцибио (ныне фракция коммуны Гальциньяно-Терме) в 14 км южнее Падуи. Вилла была построена знатным венецианским родом Барбариго. Известна главным образом своим садом, характерным для эпохи барокко.

## История
Строительство виллы начал в 1669 году венецианский аристократ Дзуане (Джованни) Франческо Барбариго. Строительство было продолжено его сыном Грегорио Барбариго, кардиналом и впоследствии святым. Он воплотил в жизнь план римского архитектора Луиджи Бернини — брата великого Дж. Л. Бернини. Скульптурное убранство виллы выполнено по большей части в мастерской Энрико Меренго.
После того, как виллой владели шесть поколений Барбариго, в 1804 году последняя представительница этого семейства, Контарина Барбариго, завещала имение двоюродному брату — Марко Антонио Микелю. В 1835 году имение отошло к роду Мартиненго да Барко, а затем — к роду Дона делле Розе. В 1929 году хозяевами виллы стали дворяне Пиццони-Ардемани, владевшие имением в течение трёх поколений.

## Описание
Главная достопримечательность усадьбы — сад в стиле барокко со множеством статуй, каналов, павильонов и самшитовым лабиринтом. Главный вход называется «Диана». Изначально он служил причалом для лодок, приплывавших по каналу (связывающему виллу с Венецией) под названием Валле де Сан-Эузебио, который в то время был мелководьем протяжённостью в несколько километров.
Дальше по каналу располагается театр на воде с рыбьими прудами и радужным фонтаном. Дальше, слева от канала находится лабиринт из самшита, а справа — статуя Времени (старик с крыльями, несущий на своей спине кубооктаэдр, полёт которого символизирует превосходство времени над пространством). Затем у фонтана Пилла канал перпендикулярно пересекается с главной аллеей, ведущей прямо к вилле. Поворачивая направо, на аллею в сторону виллы, слева можно увидеть Кроличий остров и многовековое дерево. По краям аллеи располагаются статуи и фонтаны, а конце ступеньки с написанными на них стихами, ведущие к площади перед виллой, где находится фонтан Откровения.

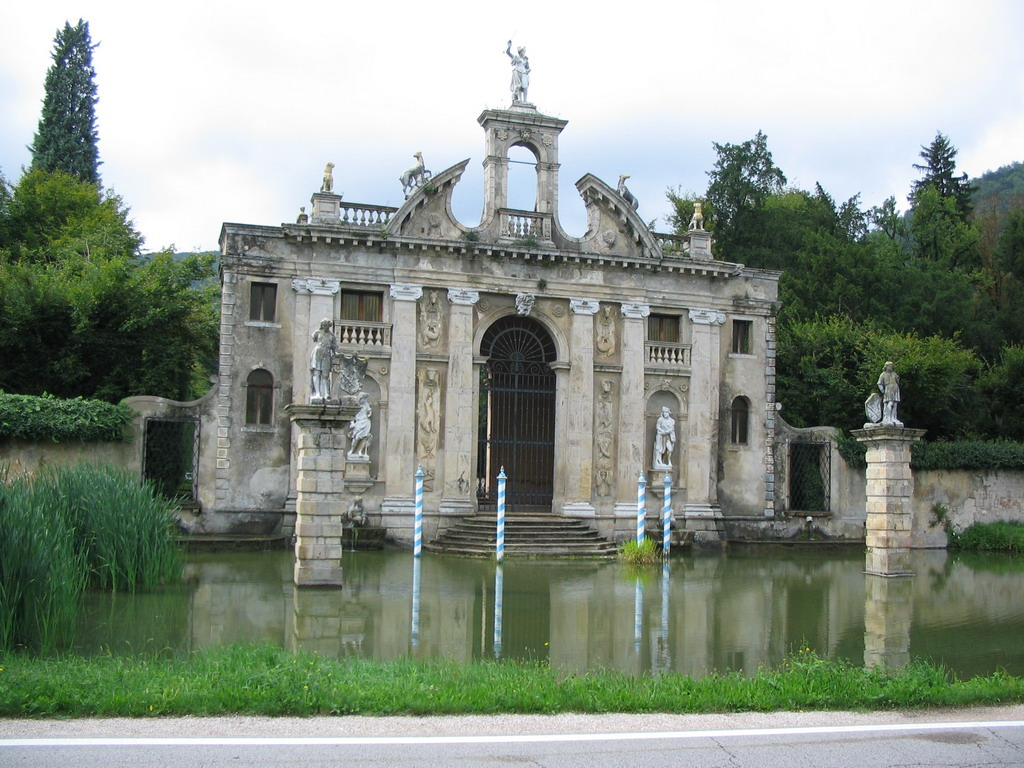
Главный вход "Диана"
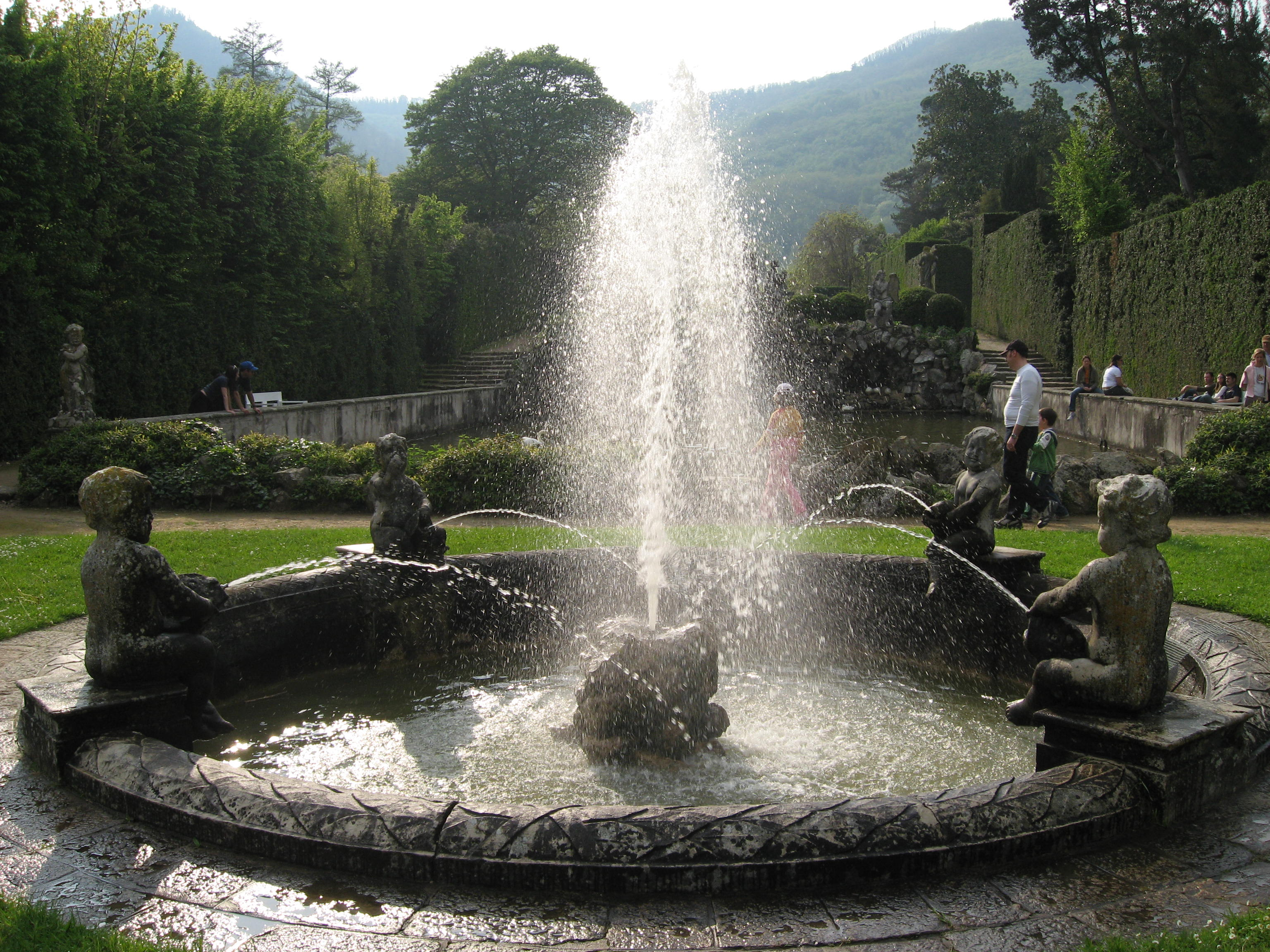
Радужный фонтан
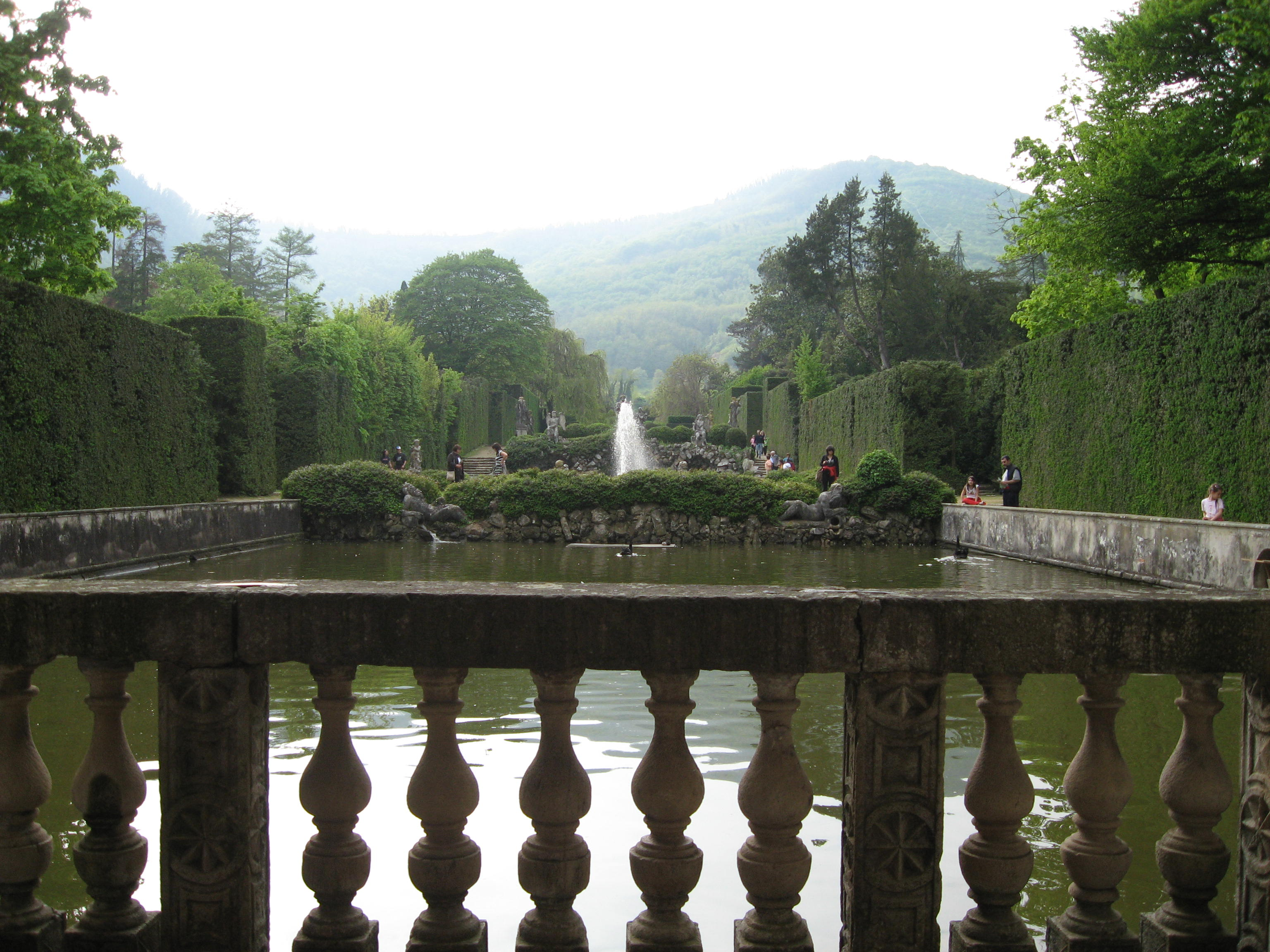
Вид на рыбный пруд с ворот "Дианы"
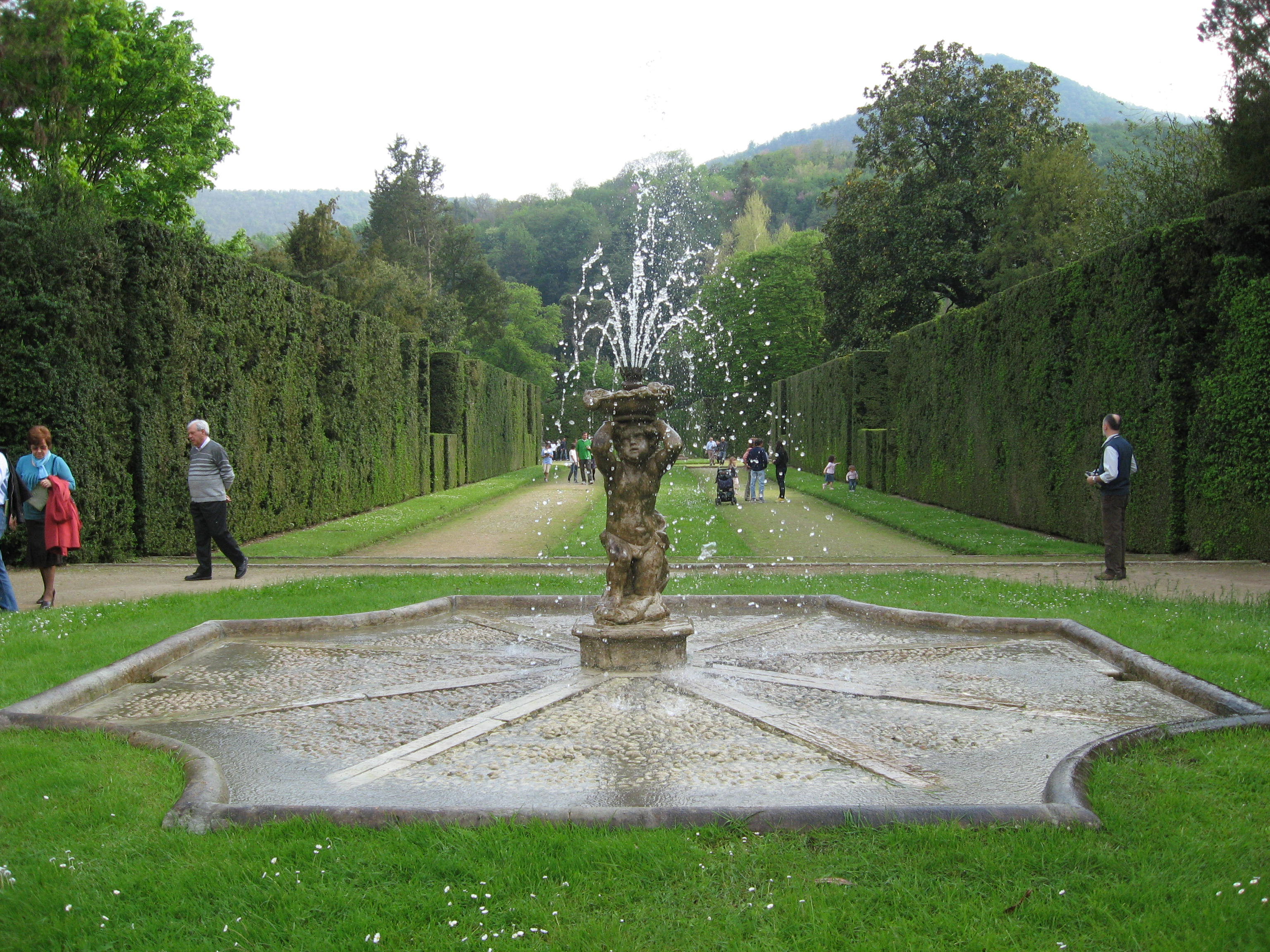
Фонтан Пилла
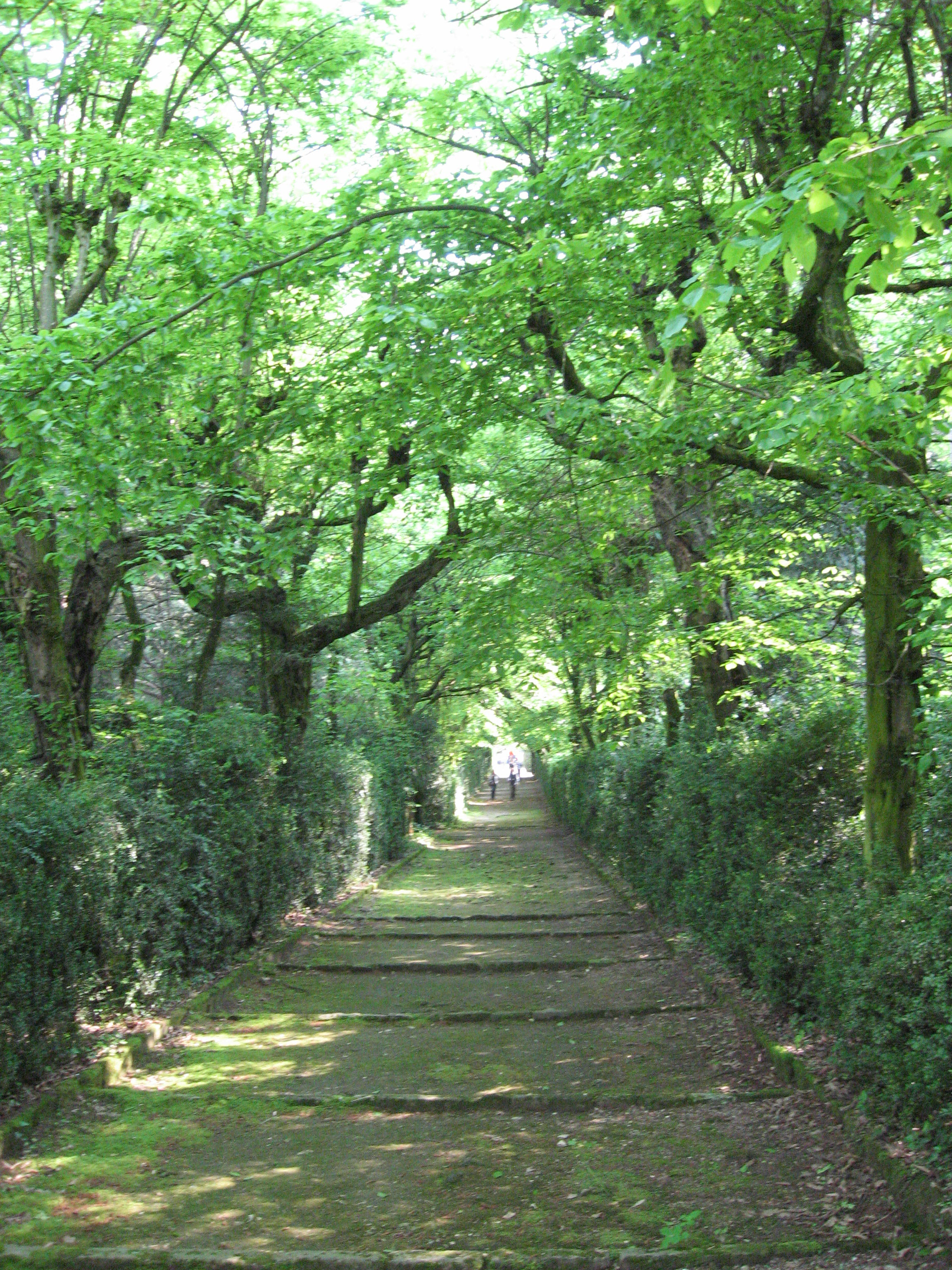
Аллея